# First Division 2014 (Irlanda)
La First Division 2014 è stata la 94ª edizione del secondo livello del campionato irlandese di calcio. La stagione è iniziata il 7 marzo ed è terminata il 25 ottobre 2014.

## Novità
Alla fine della First Division 2013 l'Athlone Town, primo classificato, è stato promosso in Premier Division 2014. Dalla Premier Division 2013 è retrocesso lo Shelbourne.

A seguito di un accordo tra il Galway United Supporters Trust, il Mervue Utd, il Galway FA e il Salthill Devon, è stata fondata una nuova squadra rappresentante della città di Galway e della sua contea, il Galway FC, che ha ottenuto la licenza per la First Division 2014.

Un'ulteriore licenza è stata concessa allo Shamrock Rovers B, squadra riserva dello Shamrock Rovers, militante in Premier Division 2014.

## Formula
Le 8 squadre partecipanti si affrontano quattro volte nel corso della stagione, per un totale di 28 giornate.

La prima classificata ottiene la promozione in Premier Division.

La seconda e la terza classificata del campionato sono ammesse ai play-off per salire in Premier Division.

## Squadre Partecipanti
| Club              | Città                | Stadio                 | Stagione precedente           |
| ----------------- | -------------------- | ---------------------- | ----------------------------- |
| Cobh Ramblers     | Cobh                 | St. Colman's Park      | 7º posto                      |
| Finn Harps        | Ballybofey           | Finn Park              | 6º posto                      |
| Galway United     | Galway               | Eamonn Deacy Park      | -                             |
| Longford Town     | Longford             | City Calling Stadium   | 2º posto                      |
| Shamrock Rovers B | Dublino (Tallaght)   | UCD Bowl               | -                             |
| Shelbourne        | Dublino (Drumcondra) | Tolka Park             | 12º posto in Premier Division |
| Waterford United  | Waterford            | Regional Sports Centre | 4º posto                      |
| Wexford Youths    | Crossabeg            | Ferrycarrig Park       | 5º posto                      |

## Classifica
|  | Pos. | Squadra           | Pt | G  | V  | N  | P  | GF | GS | DR  |
|  | ---- | ----------------- | -- | -- | -- | -- | -- | -- | -- | --- |
|  | 1.   | Longford Town     | 60 | 28 | 18 | 6  | 4  | 56 | 19 | +37 |
|  | 2.   | Shelbourne        | 52 | 28 | 14 | 10 | 4  | 46 | 30 | +16 |
|  | 3.   | Galway United     | 49 | 28 | 13 | 10 | 5  | 47 | 23 | +24 |
|  | 4.   | Wexford Youths    | 46 | 28 | 13 | 7  | 8  | 45 | 35 | +10 |
|  | 5.   | Finn Harps        | 32 | 28 | 7  | 11 | 10 | 26 | 28 | -2  |
|  | 6.   | Shamrock Rovers B | 26 | 28 | 7  | 5  | 16 | 25 | 50 | -25 |
|  | 7.   | Waterford         | 25 | 28 | 6  | 7  | 15 | 25 | 43 | -18 |
|  | 8.   | Cobh Ramblers     | 14 | 28 | 2  | 8  | 18 | 24 | 66 | -42 |

Legenda:

      Promossa in League of Ireland Premier Division 2015

      Ammessi ai play-off promozione

### Semifinali
|               |       |               | Città e data             |
| ------------- | ----- | ------------- | ------------------------ |
| Galway United | 2 - 0 | Shelbourne    | Galway, 17 ottobre 2014  |
| Shelbourne    | 1 - 2 | Galway United | Dublino, 24 ottobre 2014 |

### Finale
|               |       |               | Città e data             |
| ------------- | ----- | ------------- | ------------------------ |
| UCD           | 1 - 2 | Galway United | Dublino, 27 ottobre 2014 |
| Galway United | 3 - 0 | UCD           | Galway, 31 ottobre 2014  |

Il Galway United ottiene la promozione in Premier Division.